# Calliphora latifrons
Calliphora latifrons este o specie de muște din genul Calliphora, familia Calliphoridae, descrisă de Hough în anul 1899.
Este endemică în Idaho. Conform Catalogue of Life specia Calliphora latifrons nu are subspecii cunoscute.

## Galerie

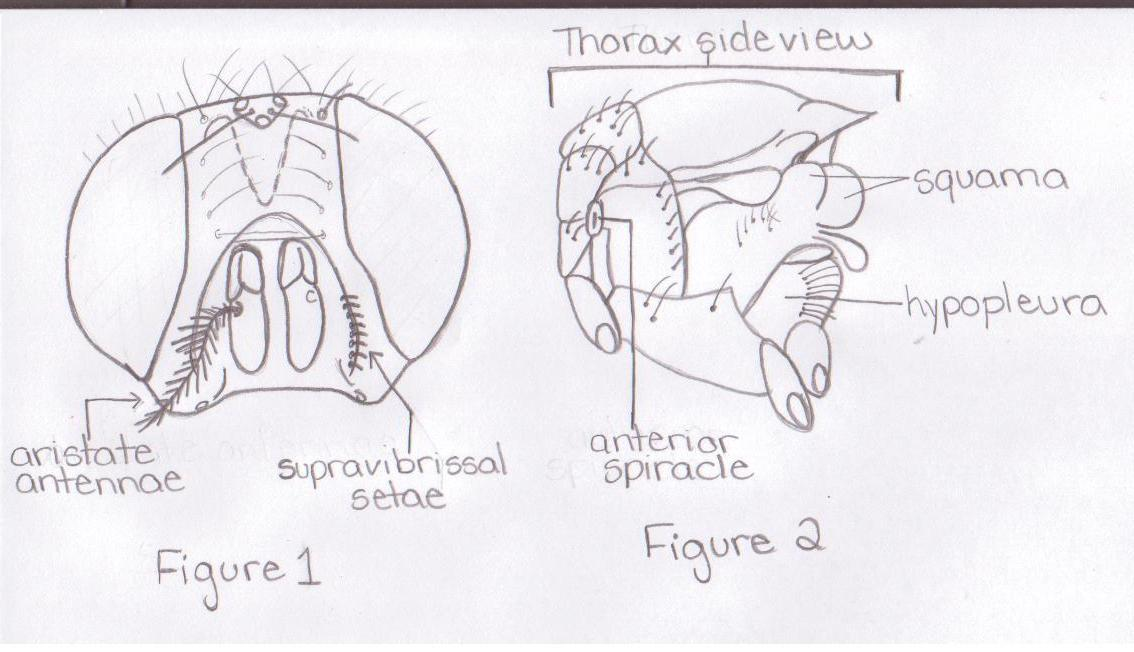
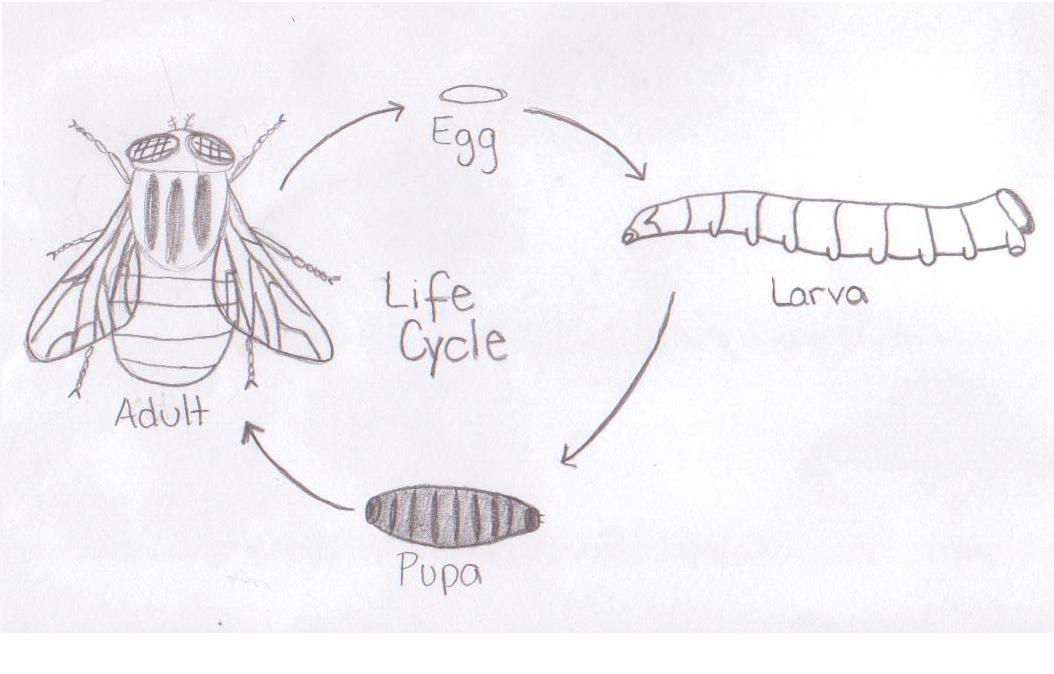